# Комитет действий Национального союза Кабинды
Комитет действий Национального союза Кабинды (порт. Comitê d'Acção de União Nacional Cabindesa, CAUNC) — это уже не существующая сепаратистская организация, которая активно выступала за независимость провинции Кабинда от Португалии.
В 1963 году CAUNC объединился с Движением за освобождение анклава Кабинда (MLEC) и Национальным альянсом Майомбе, образовав Фронт освобождения анклава Кабинда (FLEC). В настоящее время Кабинда является провинцией и эксклавом Анголы.